# Pista d'atterraggio stradale

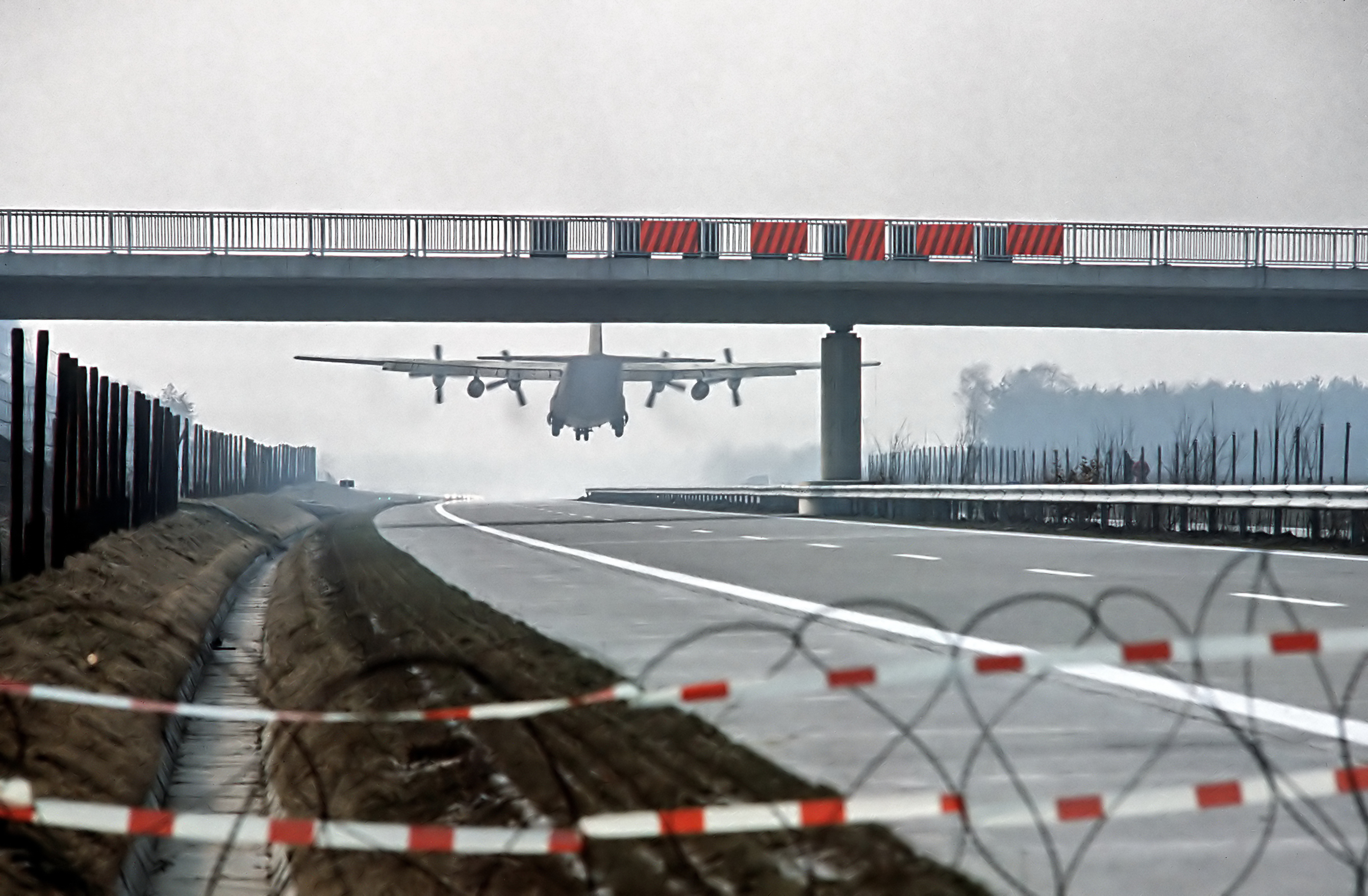
Un C-130 Hercules atterra sulla A29 nell'allora Germania Ovest (1984)

Con il termine pista d'atterraggio stradale (inglese: highway strip) si indica una sezione di strada o autostrada costruita con caratteristiche tali da poter essere convertita in tempi brevi in aeroporto e permettere l'atterraggio di aeromobili (in genere militari) e servire da base militare.

## Storia
Le prime piste d'atterraggio stradali furono costruite durante la seconda guerra mondiale in Germania come piste alternative in caso di attacco sulle basi militari principali. Durante la guerra fredda numerose piste stradali furono costruite lungo la cortina di ferro, specialmente sui territori delle due Germanie, ma anche in Polonia, Svizzera e Cecoslovacchia. Dopo l'invasione militare turca a Cipro del 1974 due piste stradali furono costruite nella parte meridionale dell'isola. Una sull'autostrada Limassol-Nicosia ed un'altra sull'autostrada Limassol-Larnaca, entrambe facilmente riconoscibili dalla segnaletica orizzontale marcata sull'asfalto. Altre piste d'atterraggio stradali sono presenti in Svezia (Vägbas), Finlandia (maantietukikohta), Libia, Pakistan, Singapore, Sudafrica (Tactical Air Bases) e Taiwan.

## Caratteristiche

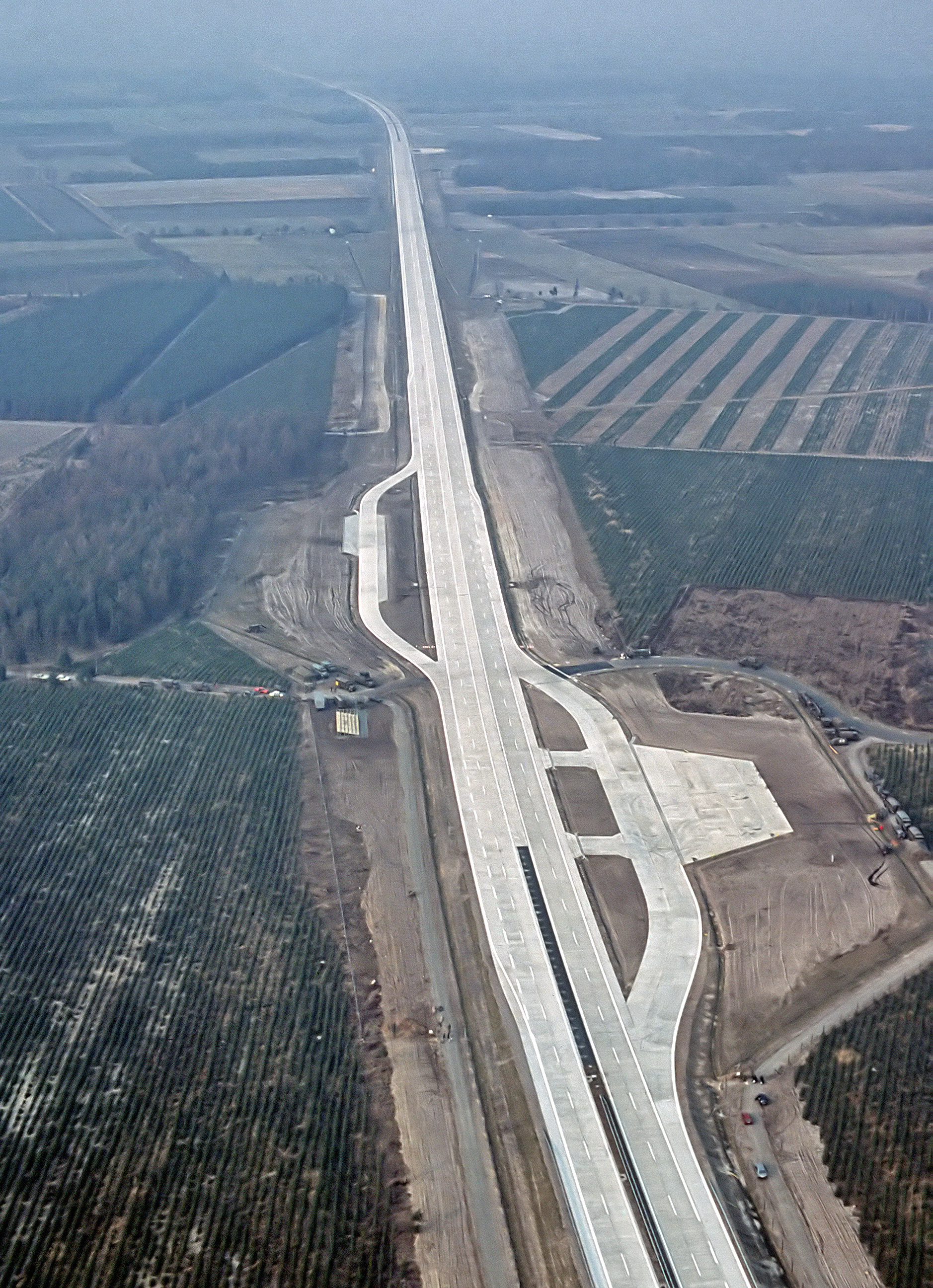
La pista di Großenkneten vista dall'alto (1984)

Le piste d'atterraggio stradali vengono collocate su tratti pianeggianti ed in rettilineo di strade ed autostrade ed hanno lunghezze che variano dai 2 000 m ai 3 000 m. Gli spartitraffico centrali vengono costruiti su pavimentazione rigida e con materiali removibili in modo da permettere agli aerei di sfruttare l'intera larghezza delle due carreggiate. In certi casi la pista viene munita anche di strutture accessorie tipiche degli aeroporti come raccordi e piazzali di sosta. La pavimentazione stradale necessita di spessori superiori alla media e di una base in cemento per assorbire le forze create con le operazioni degli aeromobili. La pista prima dell'uso viene ripulita e liberata da detriti ed in genere per la conversione da autostrada a pista d'atterraggio servono tra le 24 e 48 ore. Particolare attenzione viene data anche agli elettrodotti ad alta tensione che vengono fatti passare sotto l'autostrada ed in sotterranea per l'area circostante la pista.